# Kościół Zesłania Ducha Świętego w Bełchatowie
Kościół Zesłania Ducha Świętego w Bełchatowie – rzymskokatolicki kościół parafialny należący do parafii pod tym samym wezwaniem (dekanat bełchatowski arcidiecezji łódzkiej).
Jest to świątynia będąca w budowie od 2002 roku. Budowla jest nowoczesna, powstała na planie półkola, zaprojektowana została przez mgr. inż. Marka Tonderę z Krakowa. Znajduje się w stanie surowym, okna są wykonane z aluminium, drzwi metalowe są tymczasowe. Kościół nakryty jest dachem tymczasowym przykrytym papą.